# Bulldogs de Brantford
Les Bulldogs de Brantford sont une équipe de hockey sur glace junior créée en 2023 qui évolue dans la Ligue de hockey de l'Ontario.

## Historique
En 2023, en raison de rénovation de leur aréna, les Bulldogs de Hamilton doivent quitter la ville. La ville de Brantford, qui essaient d'attirer une équipe depuis des années, les accueillent. À l'origine, le déplacement doit être temporaire. Cependant, lorsque le propriétaire Michael Andlauer achète les Sénateurs d'Ottawa, il vend les Bulldogs à Zach Hyman et sa famille. Ces derniers négocient alors une entente pouvant aller de 15 à 40 ans pour garder l'équipe dans la ville. Cet accord est annoncé en 2025.

## Statistiques
| No | Saison    | PJ | V  | D  | DP | DTB | BP  | BC  | Pts | Classement        | Séries éliminatoires    | Entraîneur |
| -- | --------- | -- | -- | -- | -- | --- | --- | --- | --- | ----------------- | ----------------------- | ---------- |
| 1  | 2023-2024 | 68 | 37 | 20 | 9  | 2   | 267 | 243 | 85  | 2e, division Est  | Éliminés au 1er tour    | Jay McKee  |
| 2  | 2024-2025 | 68 | 44 | 19 | 5  | 0   | 281 | 221 | 93  | 1er, division Est | Éliminés en semi-finale | Jay McKee  |